# エリザベスカラー

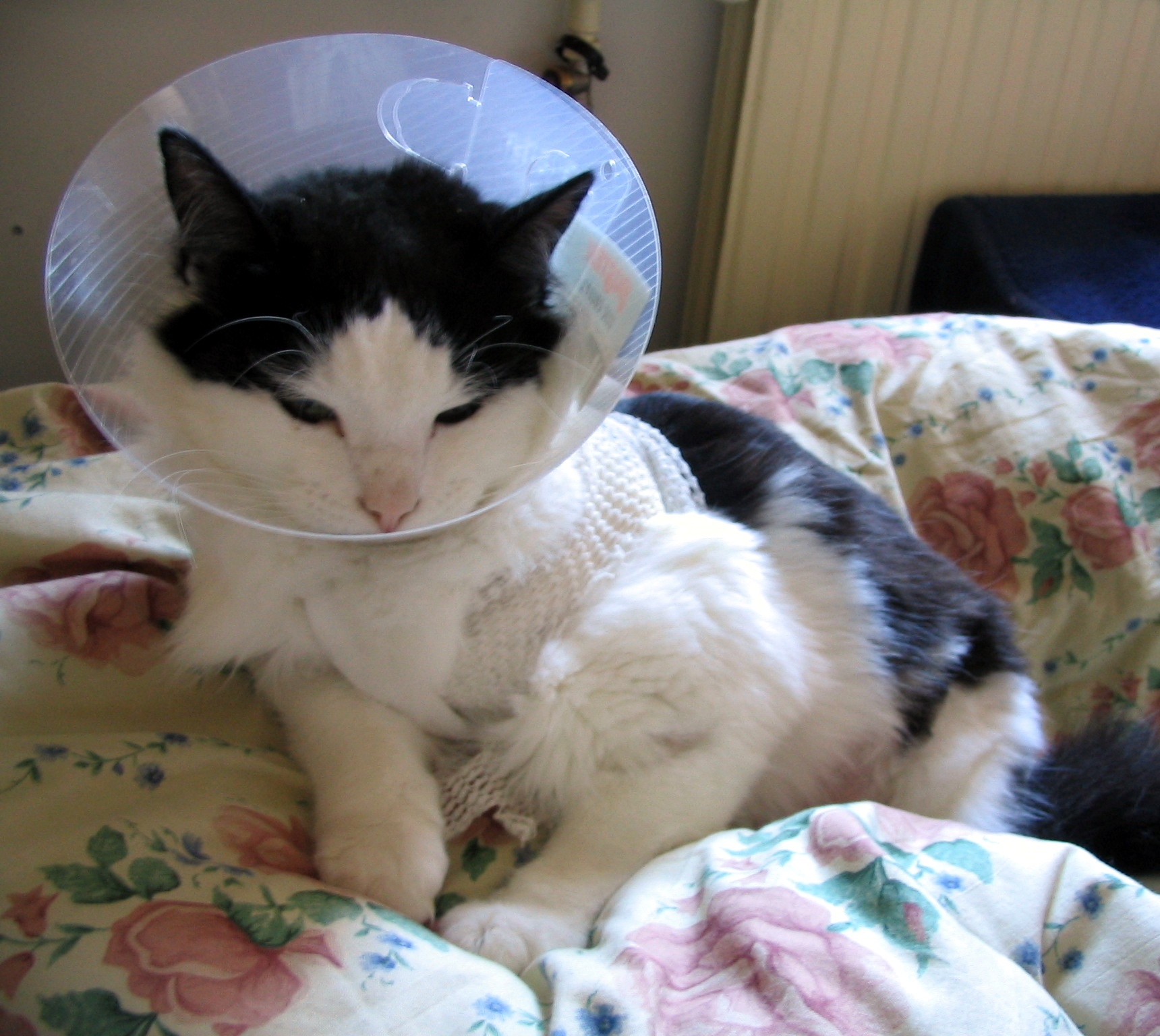
手術後、エリザベスカラーを付けた猫

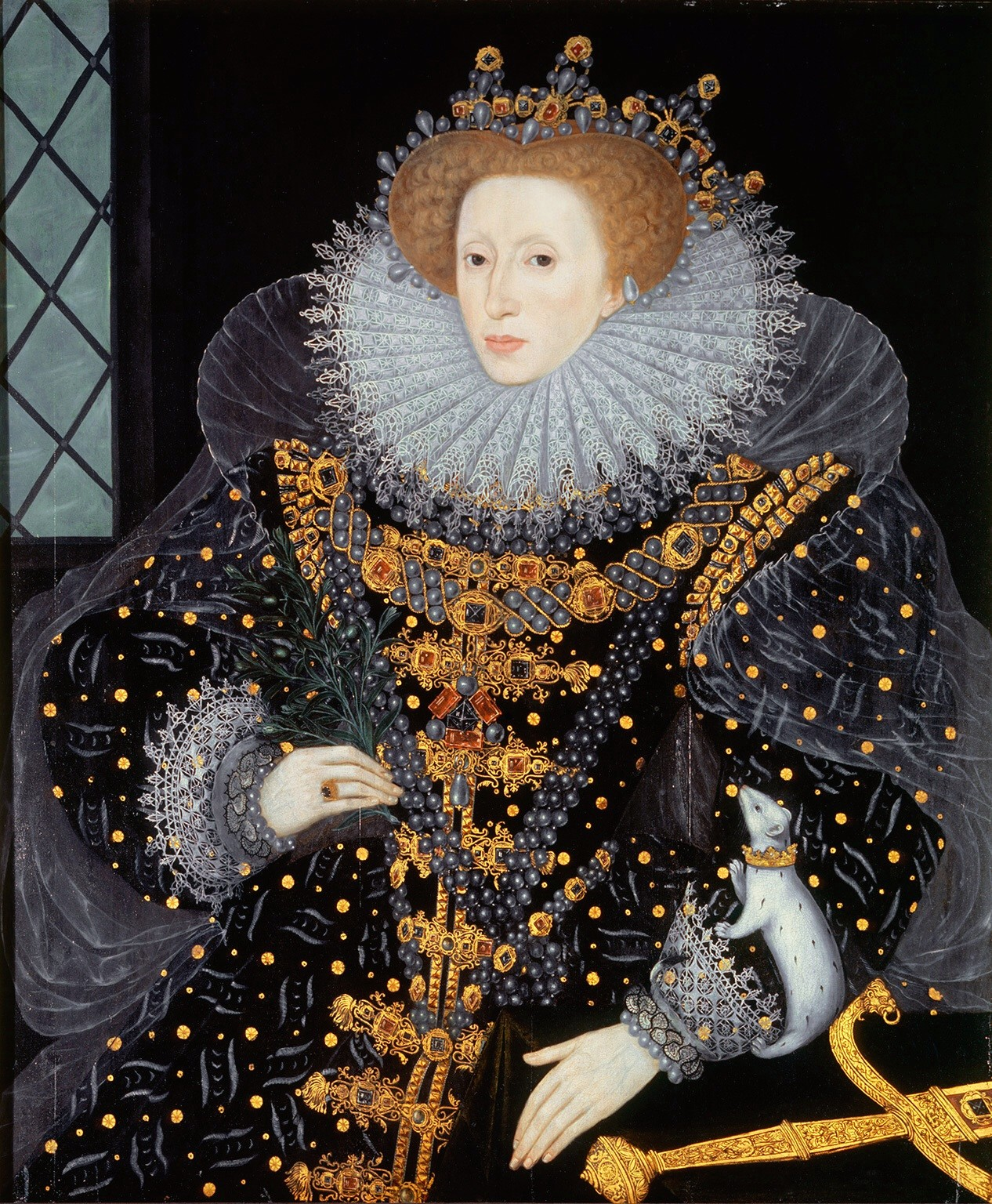
襞襟を着用したエリザベス1世

エリザベスカラー（Elizabethan collar）とは、手術、皮膚病、怪我などによる外傷を持った動物が、傷口をなめることで傷を悪化させることを防ぐ為の、円錐台形状の保護具である。呼称は、16世紀イギリスのエリザベス朝時代に衣服に用いられた襞襟（写真下）から来ている。
一般に材質はプラスチックで、展開すると中心部を欠いた扇形になる。幅は、展開した状態での外周の半径の2/3程度が一般的である。また、動物の首にふれることになる内周部は、多くの場合樹脂等によってカバーされ、クッションの役割を果たす。ハンカチ等で代用することもある。
1959年にフランク・L・ジョンソン (Frank L. Johnson) という発明家によって「犬用の保護具 (Protective devices for dogs) 」としてアメリカ合衆国における特許が申請され、1962年に認められている。医薬品販売者のエドワード・J・シリング (Edward J. Schilling) によって1960年代初めに考案されたという主張もある。